# Campeonato de Euskadi del Cuatro y Medio 2015
La XXXII edición del Campeonato de Euskadi del Cuatro y Medio, competición de pelota vasca en la variante de pelota mano profesional de primera categoría, que se disputó en el año 2015. Es organizada conjuntamente por Asegarce y ASPE, las dos principales empresas dentro del ámbito profesional de la pelota a mano.

## Pelotaris
En negrita los cabezas de serie
| - Pelotaris de Asegarce: - Arretxe II - Artola - Bengoetxea VI - Elezkano II - Olaetxea - Olaizola II - Urrutikoetxea - Víctor |  | - Pelotaris de ASPE: - Altuna III - Aritz Lasa - Ezkurdia - Jaunarena - Irribarria - Martínez de Irujo - Retegi BI - Xala |

## Dieciseisavos de final
| Fecha    | Frontón y localidad       | Rojo       | Azul        | Tanteo |
| -------- | ------------------------- | ---------- | ----------- | ------ |
| 02/10/15 | Frontón Municipal, Arnedo | Jaunarena  | Victor      | 22-21  |
| 03/10/15 | Frontón Beotibar, Tolosa  | Olaetxea   | Irribarria  | 22-21  |
| 03/10/15 | Frontón Beotibar, Tolosa  | Arretxe II | Ezkurdia    | 7-22   |
| 4/10/15  | Frontón Mimetiz, Zalla    | Lasa       | Elezkano II | 22-20  |

## Octavos de final
| Fecha    | Frontón y localidad              | Rojo       | Azul       | Tanteo |
| -------- | -------------------------------- | ---------- | ---------- | ------ |
| 09/10/15 | Frontón Beotibar, Tolosa         | Olaetxea   | Artola     | 17-22  |
| 10/10/15 | Frontón Vall d'Hebron, Barcelona | Retegi BI  | Jaunarena  | 22-5   |
| 10/10/15 | Frontón Plaza Berri, Biarritz    | Xala       | Ezkurdia   | 22-18  |
| 11/10/15 | Frontón Jaian Jai, Lecumberri    | Aritz Lasa | Altuna III | 13-22  |

## Liguilla de cuartos de final - Grupo A
| Fecha    | Frontón y localidad          | Rojo              | Azul              | Tanteo |
| -------- | ---------------------------- | ----------------- | ----------------- | ------ |
| 17/10/15 | Frontón Bizkaia, Bilbao      | Urrutikoetxea     | Martínez de Irujo | 22-18  |
| 18/10/15 | Frontón Beotibar, Tolosa     | Xala              | Retegi BI         | 12-22  |
| 24/10/15 | Frontón Beotibar, Tolosa     | Xala              | Martínez de Irujo | 15-22  |
| 24/10/15 | Frontón Municipal, Echévarri | Urrutikoetxea     | Retegi BI         | 22-9   |
| 30/10/15 | Frontón Baztan, Elizondo     | Urrutikoetxea     | Xala              | 14-22  |
| 31/10/15 | Frontón Labrit, Pamplona     | Martinez de Irujo | Retegi BI         | 22-15  |

### Clasificación de la liguilla
| Pelotari          | Pelotari | Partidos jugados | Partidos ganados | Partidos perdidos | Dif. |
| ----------------- | -------- | ---------------- | ---------------- | ----------------- | ---- |
| Urrutikoetxea     |          | 3                | 2                | 1                 | +9   |
| Martínez de Irujo |          | 3                | 2                | 1                 | +10  |
| Xala              |          | 3                | 1                | 2                 | -9   |
| Retegi BI         |          | 3                | 1                | 2                 | -10  |

## Liguilla de cuartos de final - Grupo B
| Fecha    | Frontón y localidad              | Rojo          | Azul          | Tanteo |
| -------- | -------------------------------- | ------------- | ------------- | ------ |
| 16/10/15 | Frontón Atano III, San Sebastián | Altuna III    | Artola        | 22-14  |
| 17/10/15 | Frontón Labrit, Pamplona         | Olaizola II   | Bengoetxea VI | 22-5   |
| 23/10/15 | Frontón Beotibar, Tolosa         | Bengoetxea VI | Artola        | 22-6   |
| 25/10/15 | Frontón Atano III, San Sebastián | Olaizola II   | Altuna III    | 19-22  |
| 01/11/15 | Frontón Atano III, San Sebastián | Bengoetxea VI | Altuna III    | 22-7   |
| 02/11/15 | Frontón Beotibar, Tolosa         | Olaizola II   | Artola        | 22-12  |

### Clasificación de la liguilla
| Pelotari      | Pelotari | Partidos jugados | Partidos ganados | Partidos perdidos | Dif. |
| ------------- | -------- | ---------------- | ---------------- | ----------------- | ---- |
| Olaizola II   |          | 3                | 2                | 1                 | +24  |
| Bengoetxea VI |          | 3                | 2                | 1                 | +14  |
| Altuna III    |          | 3                | 2                | 1                 | -4   |
| Artola        |          | 3                | 0                | 3                 | -34  |

## Semifinales
| Fecha      | Frontón y localidad      | Rojo          | Azul              | Tanteo |
| ---------- | ------------------------ | ------------- | ----------------- | ------ |
| 14/11/2015 | Frontón Labrit, Pamplona | Urrutikoetxea | Bengoetxea VI     | 22-18  |
| 15/11/2015 | Frontón Bizkaia, Bilbao  | Olaizola II   | Martínez de Irujo | 6-22   |

## Tercer y cuarto puesto
| Fecha    | Frontón y localidad      | Rojo        | Azul          | Tanteo       |
| -------- | ------------------------ | ----------- | ------------- | ------------ |
| 21/11/15 | Frontón Labrit, Pamplona | Olaizola II | Bengoetxea VI | Sin disputar |

## Final
| Fecha    | Frontón y localidad     | Rojo          | Azul              | Tanteo |
| -------- | ----------------------- | ------------- | ----------------- | ------ |
| 29/11/15 | Frontón Bizkaia, Bilbao | Urrutikoetxea | Martínez de Irujo | 22-20  |

- Datos: Q21480499